# Ahvaz
Thành phố Ahvaz hay Ahwaz (tiếng Ba Tư:الأهواز hay الأحواز), là thủ phủ tỉnh Khūzestān. Thành phố tọa lạc bên hai bờ sông Karun và nằm giữa tỉnh Khūzestān. Thành phố nằm ở khu vực có độ cao trung bình 20 mét trên mực nước biển. Dân số là 1.338.126 vào năm 2006.

## Ảnh

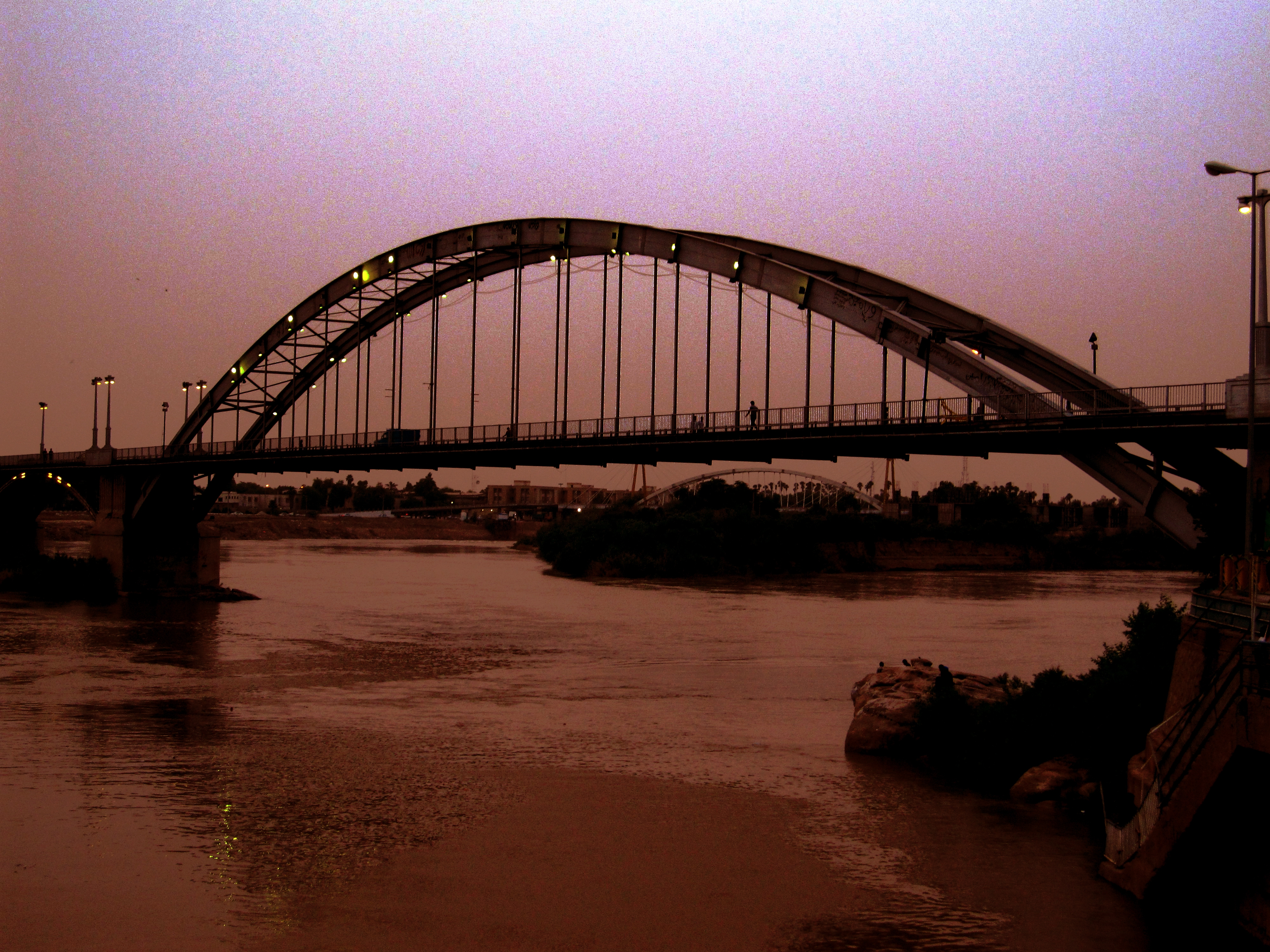
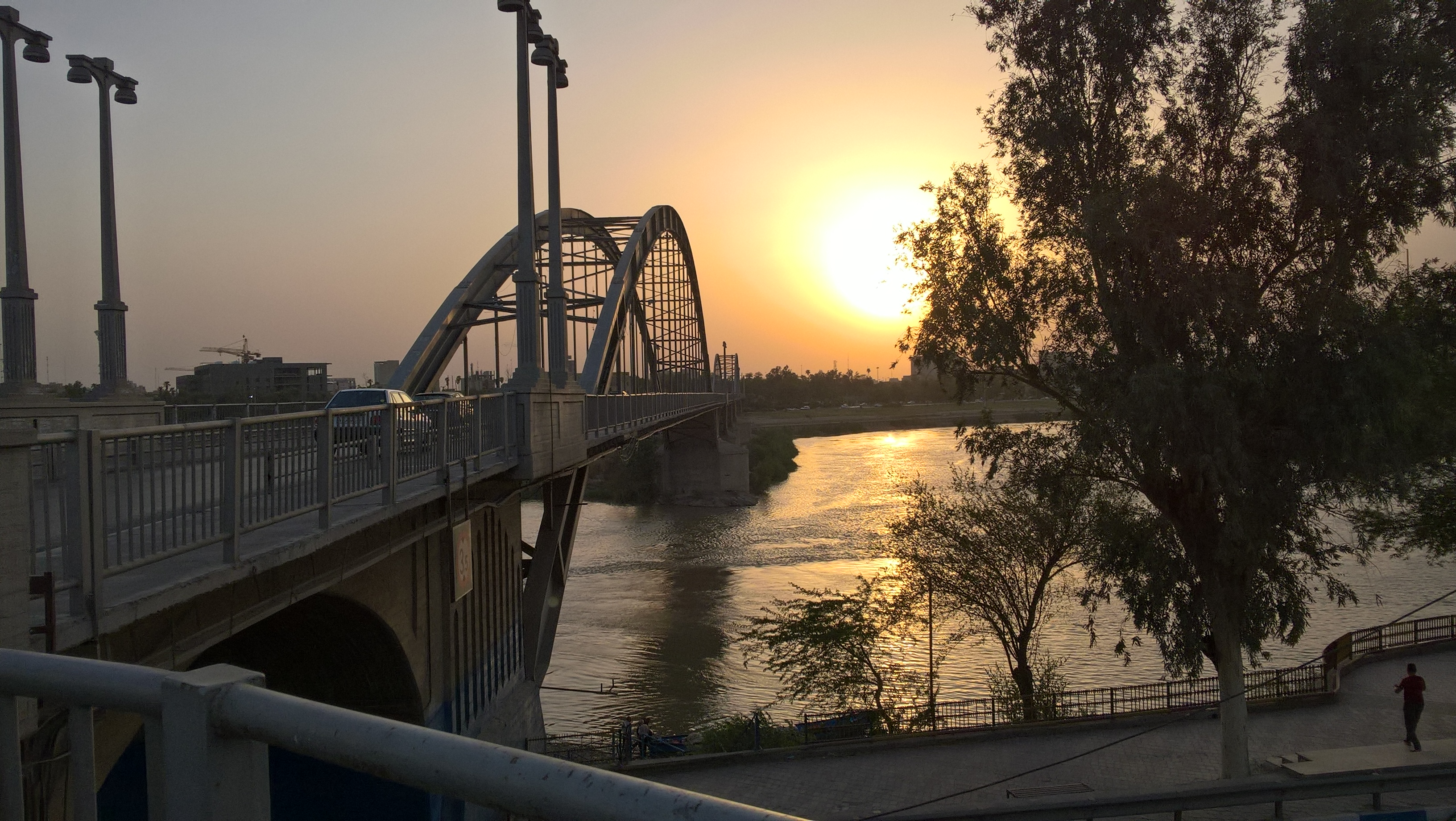
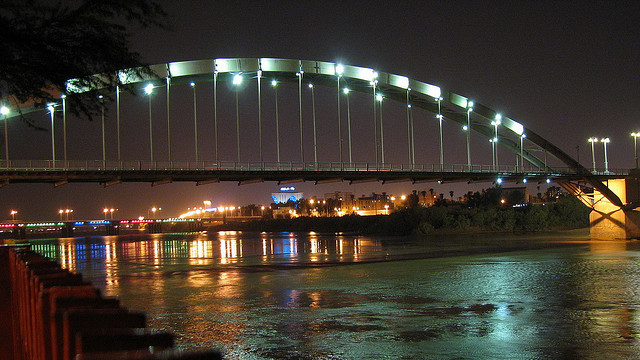
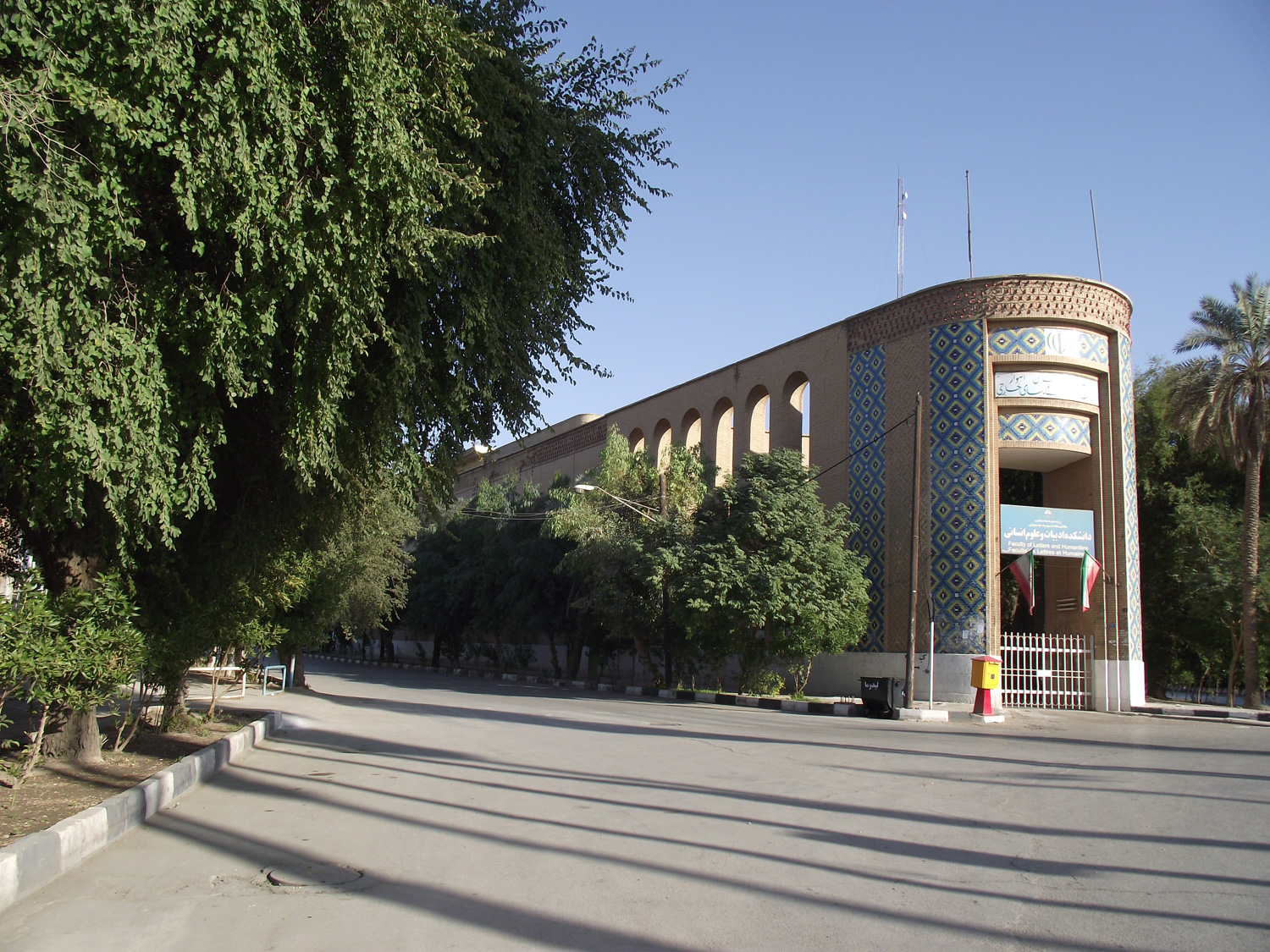
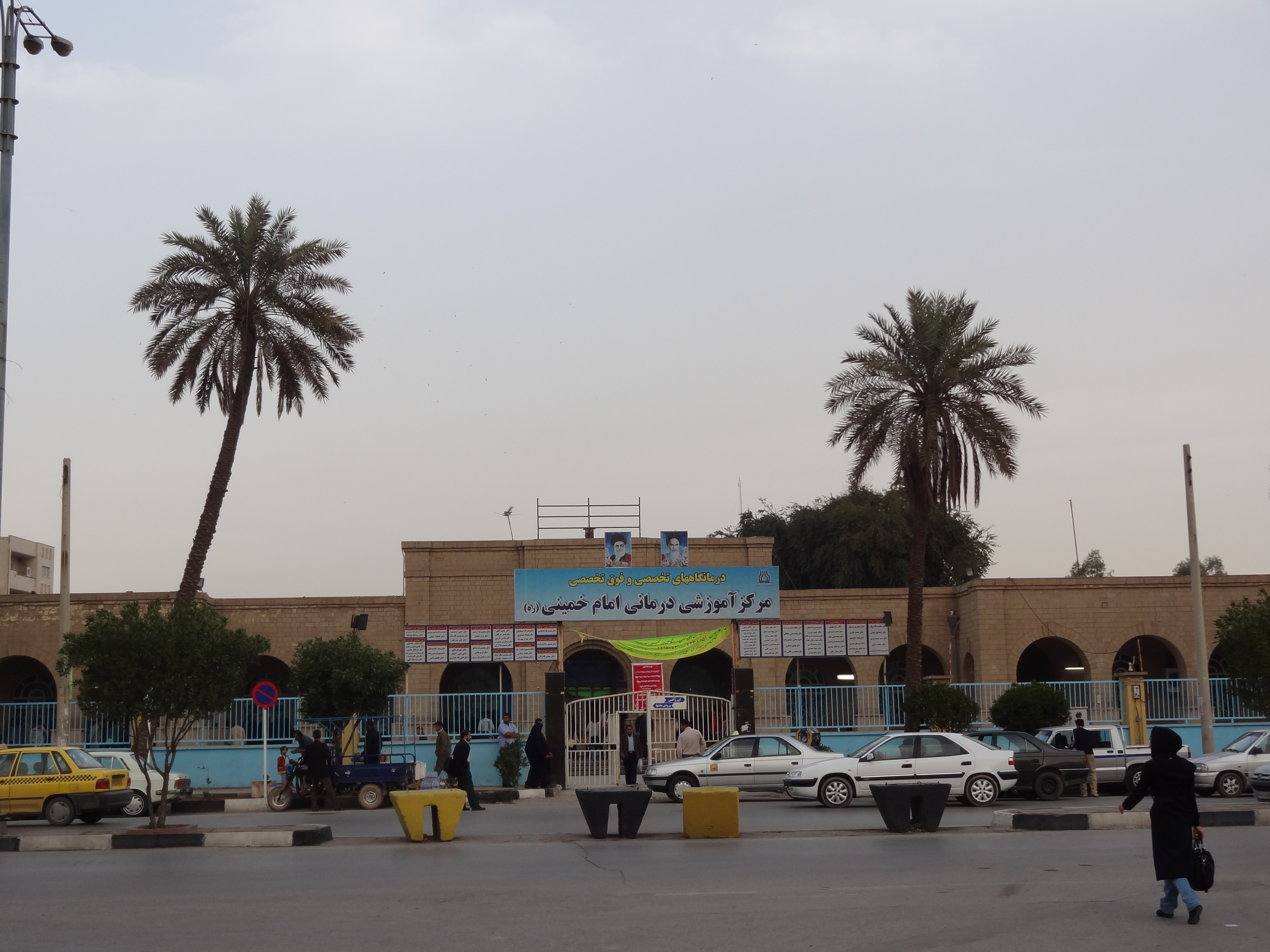
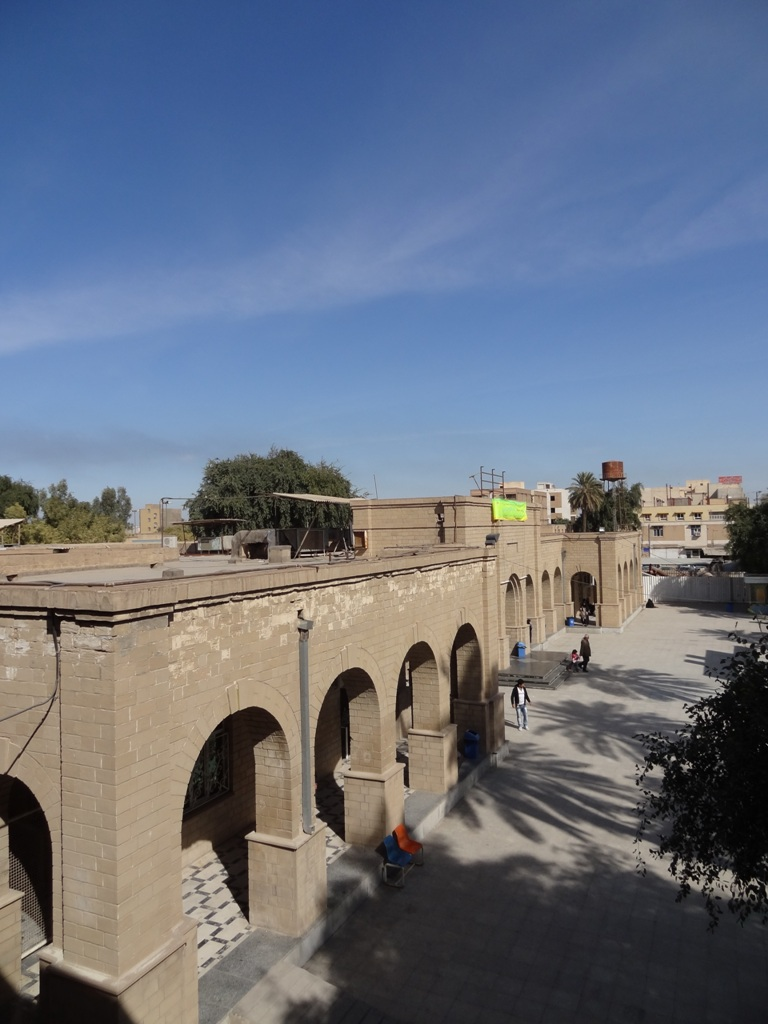
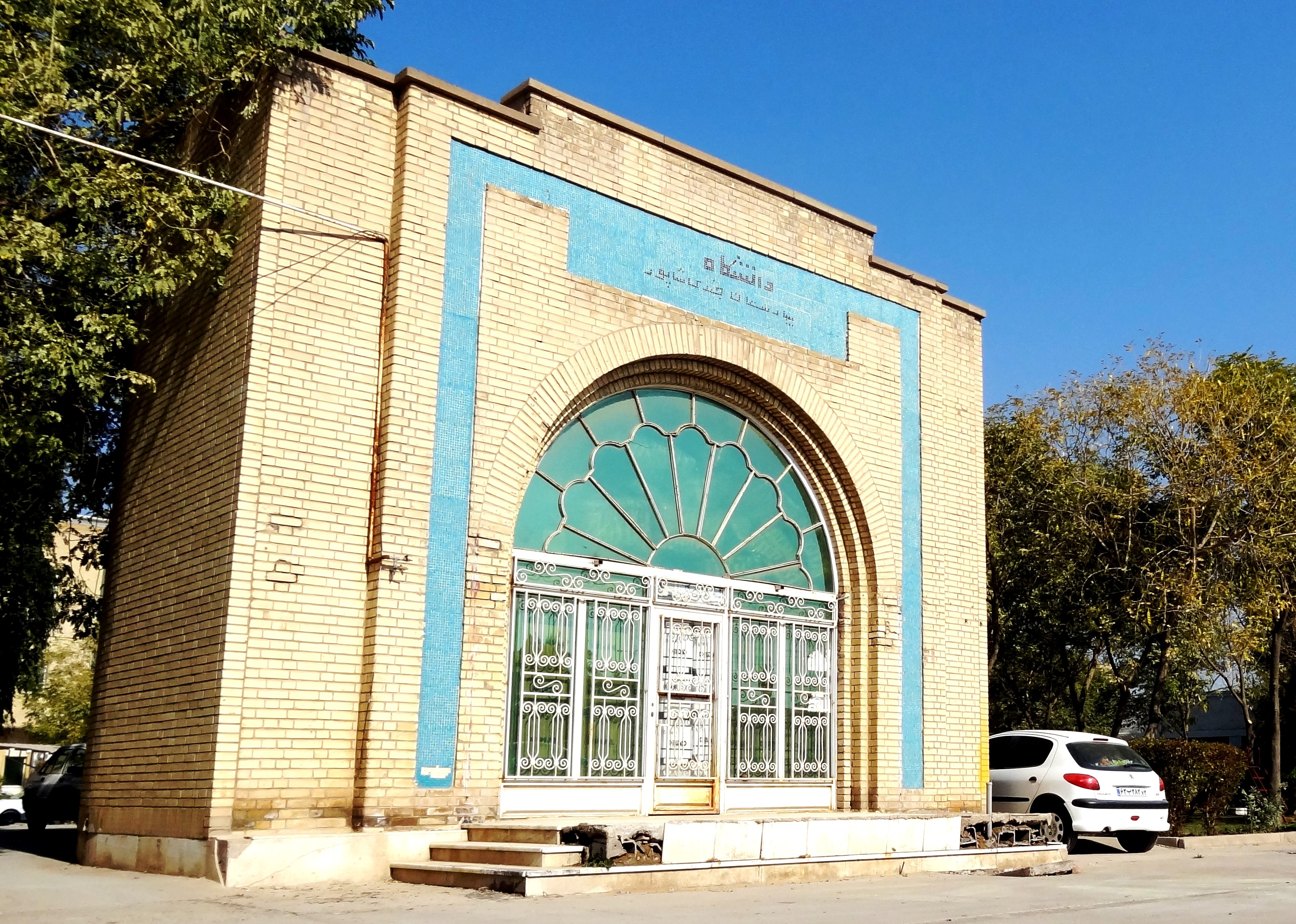
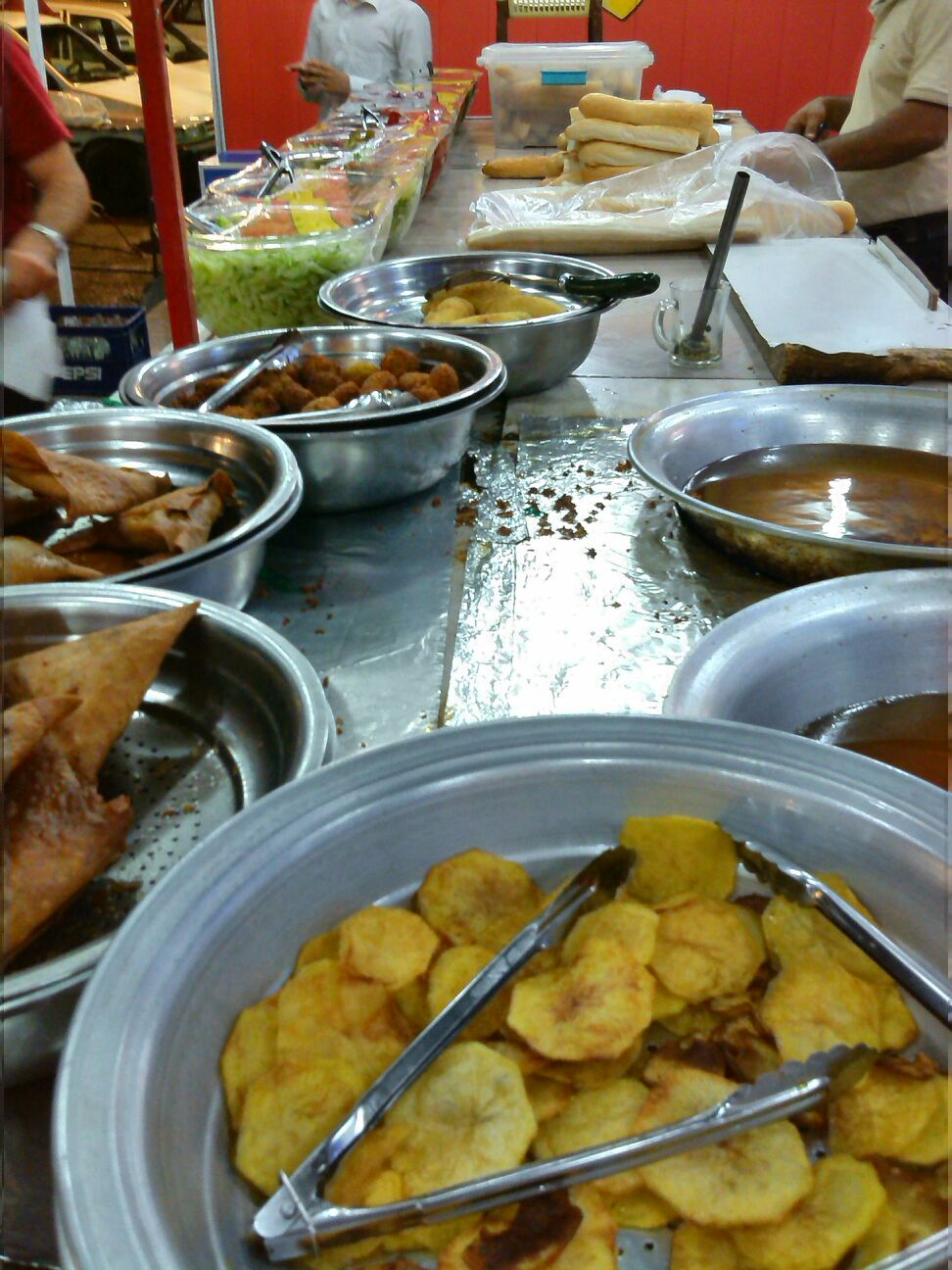
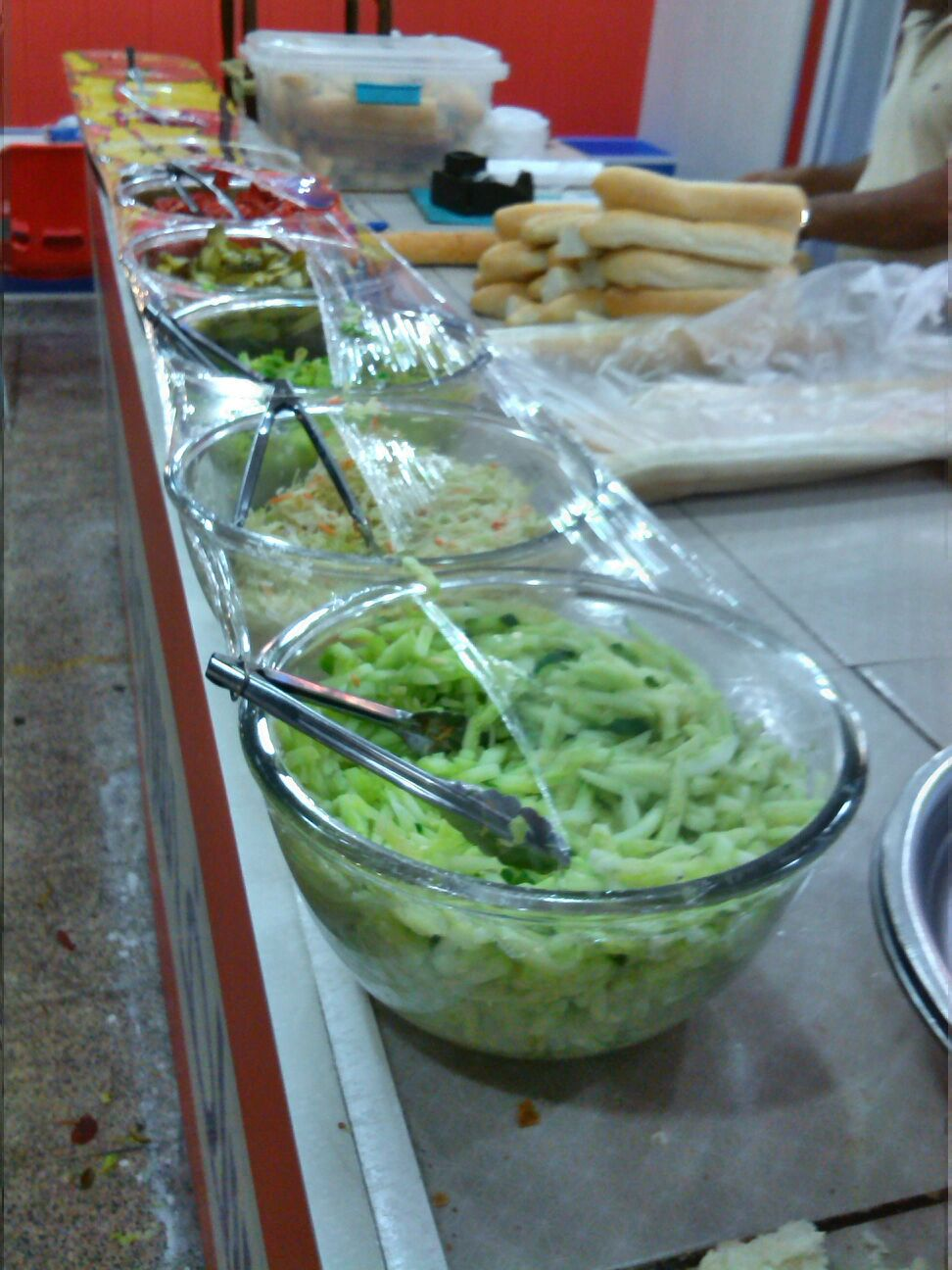
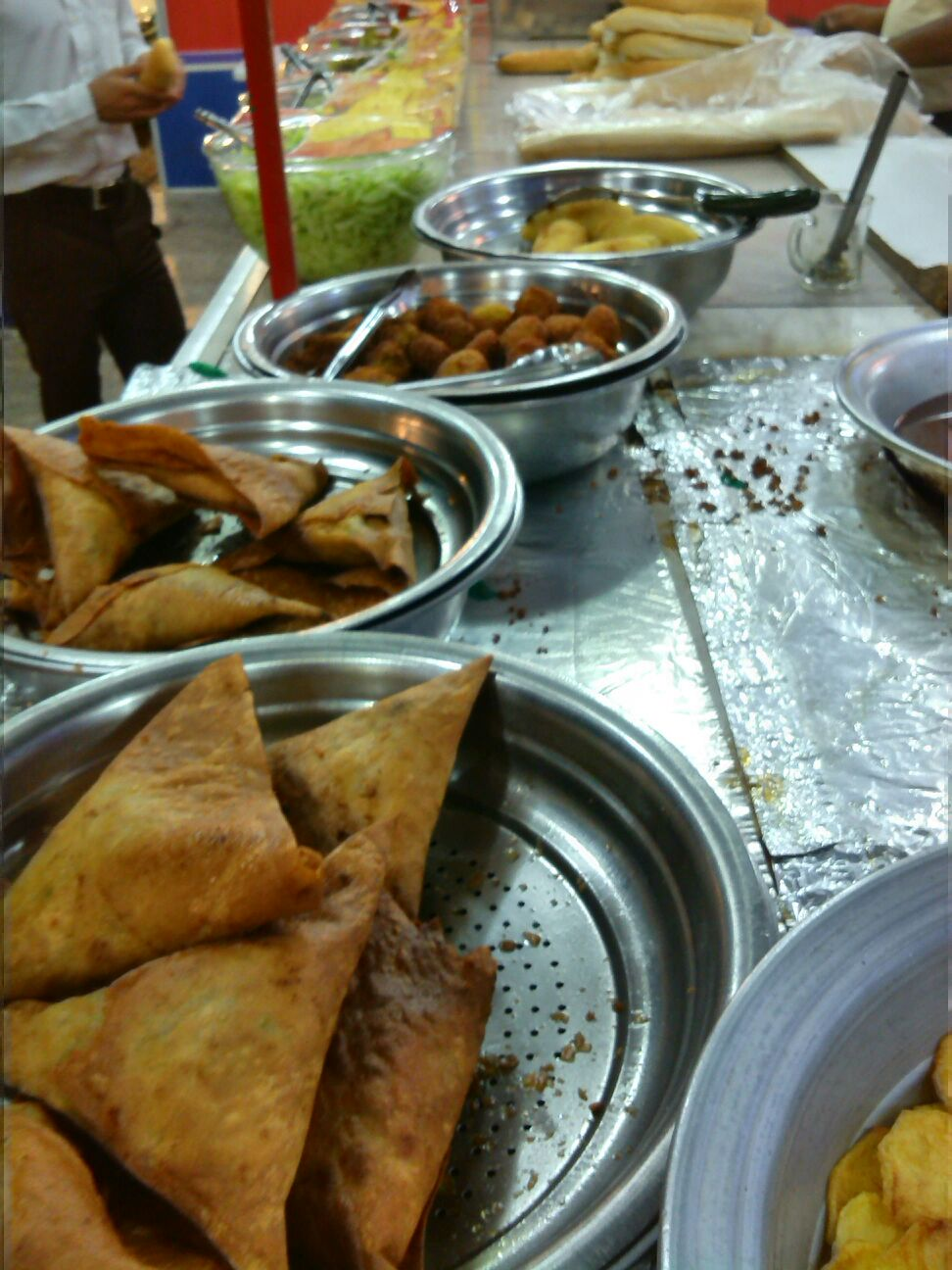
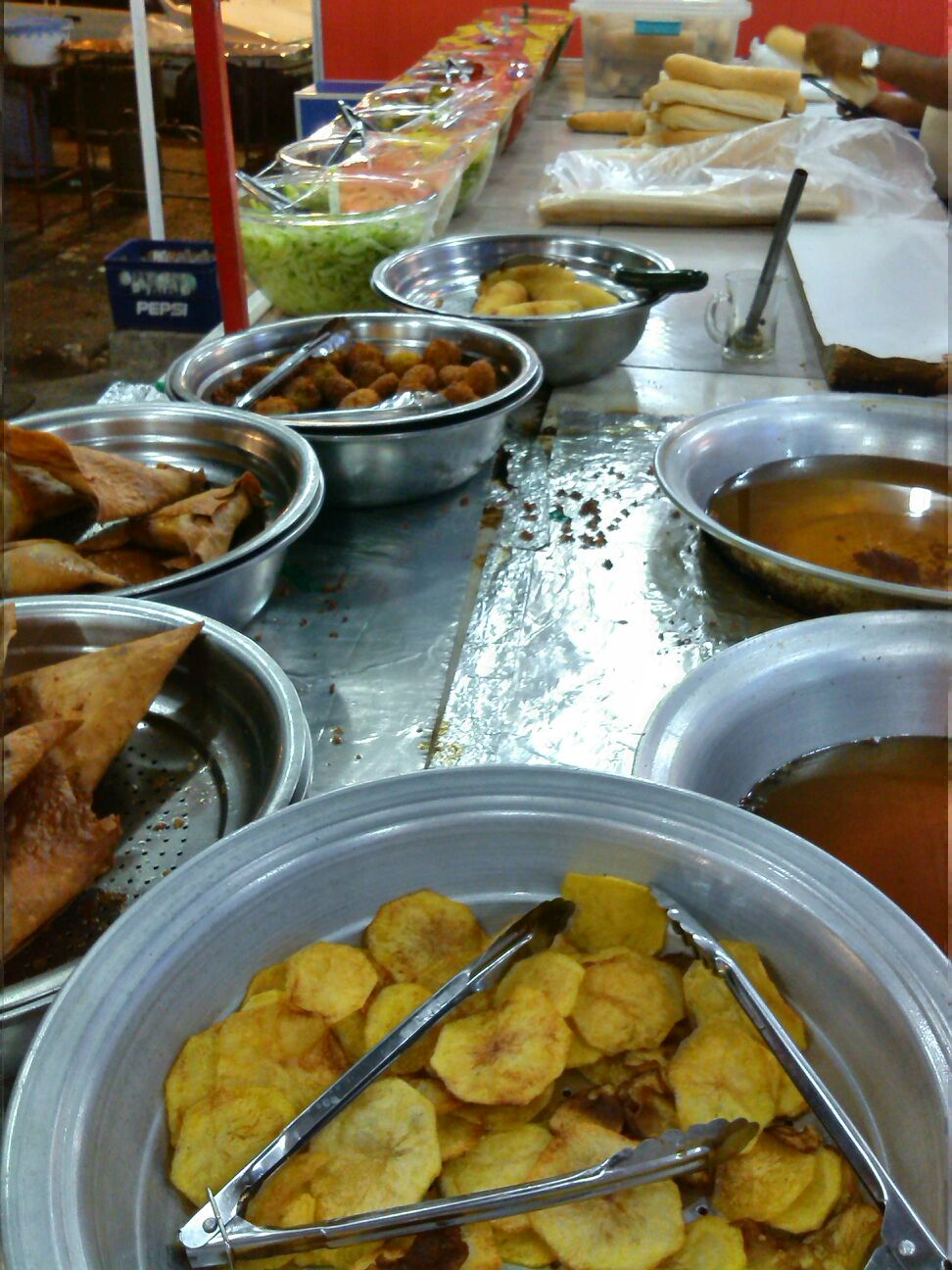
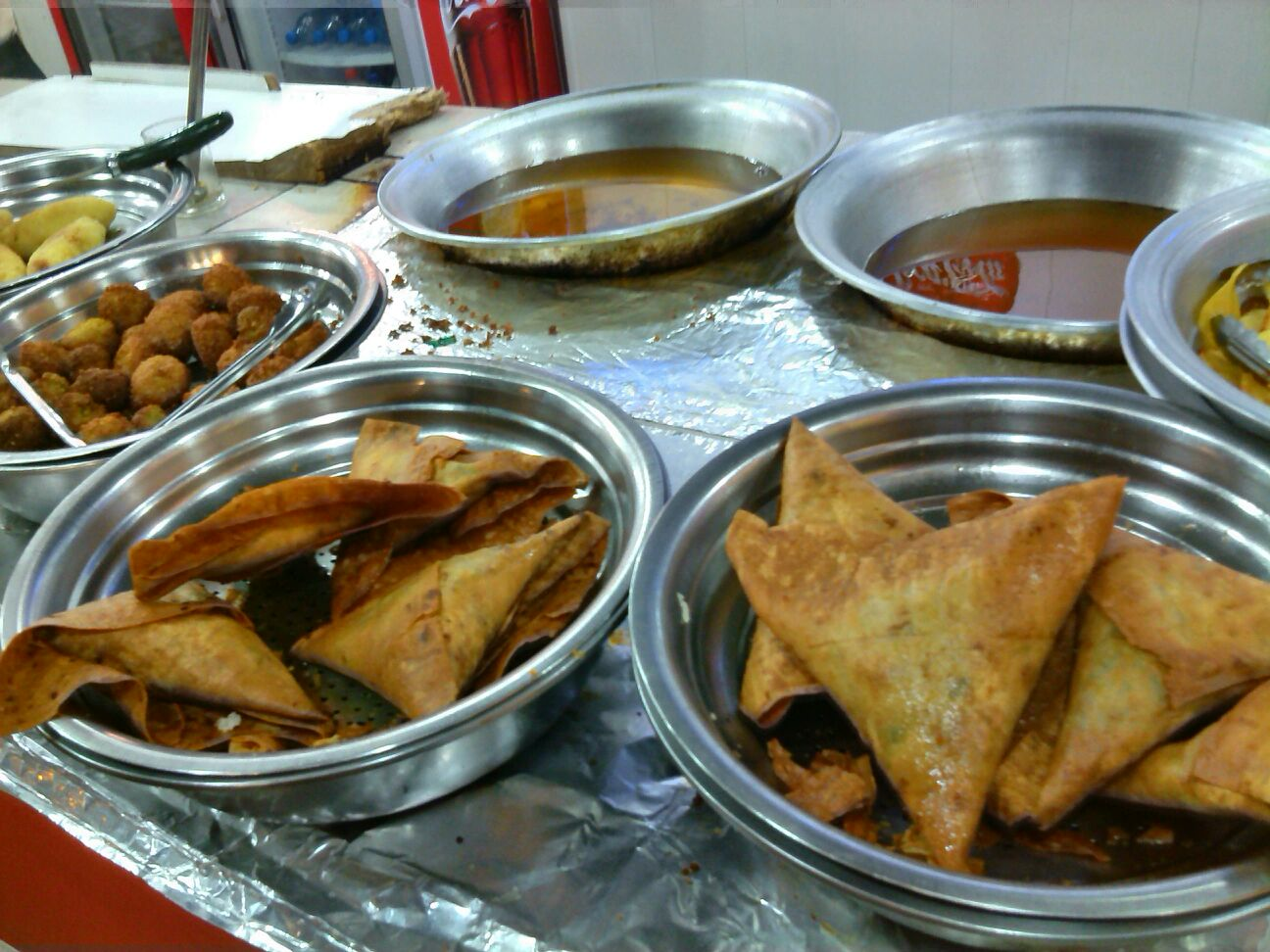
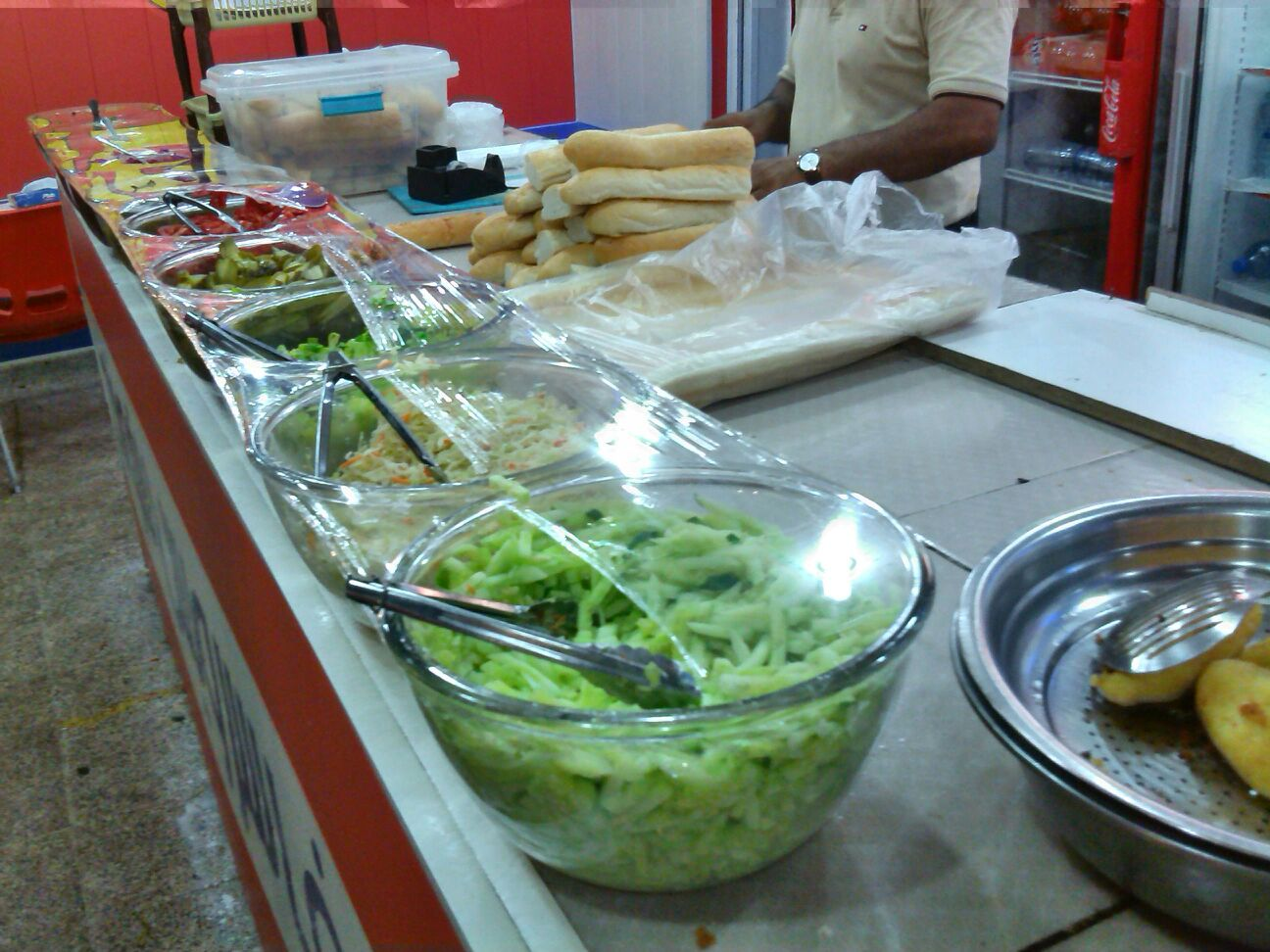

## Khí hậu
| Dữ liệu khí hậu của Ahvaz (1951–2010)                                                                    | Dữ liệu khí hậu của Ahvaz (1951–2010) | Dữ liệu khí hậu của Ahvaz (1951–2010) | Dữ liệu khí hậu của Ahvaz (1951–2010) | Dữ liệu khí hậu của Ahvaz (1951–2010) | Dữ liệu khí hậu của Ahvaz (1951–2010) | Dữ liệu khí hậu của Ahvaz (1951–2010) | Dữ liệu khí hậu của Ahvaz (1951–2010) | Dữ liệu khí hậu của Ahvaz (1951–2010) | Dữ liệu khí hậu của Ahvaz (1951–2010) | Dữ liệu khí hậu của Ahvaz (1951–2010) | Dữ liệu khí hậu của Ahvaz (1951–2010) | Dữ liệu khí hậu của Ahvaz (1951–2010) | Dữ liệu khí hậu của Ahvaz (1951–2010) |
| Tháng | 1                                     | 2                                     | 3                                     | 4                                     | 5                                     | 6                                     | 7                                     | 8                                     | 9                                     | 10                                    | 11                                    | 12                                    | Năm                                   |
| --- | ------------------------------------- | ------------------------------------- | ------------------------------------- | ------------------------------------- | ------------------------------------- | ------------------------------------- | ------------------------------------- | ------------------------------------- | ------------------------------------- | ------------------------------------- | ------------------------------------- | ------------------------------------- | ------------------------------------- |
| Cao kỉ lục °C (°F)                                                                                       | 28.0 (82.4)                           | 31.5 (88.7)                           | 37.6 (99.7)                           | 43.0 (109.4)                          | 48.6 (119.5)                          | 51.0 (123.8)                          | 54.0 (129.2)                          | 51.6 (124.9)                          | 48.4 (119.1)                          | 45.0 (113.0)                          | 36.0 (96.8)                           | 29.0 (84.2)                           | 54.0 (129.2)                          |
| Trung bình ngày tối đa °C (°F)                                                                           | 17.5 (63.5)                           | 20.5 (68.9)                           | 25.5 (77.9)                           | 32.2 (90.0)                           | 39.3 (102.7)                          | 44.6 (112.3)                          | 46.3 (115.3)                          | 45.9 (114.6)                          | 42.5 (108.5)                          | 36.0 (96.8)                           | 26.5 (79.7)                           | 19.4 (66.9)                           | 33.0 (91.4)                           |
| Trung bình ngày °C (°F)                                                                                  | 12.3 (54.1)                           | 14.7 (58.5)                           | 19.0 (66.2)                           | 24.9 (76.8)                           | 31.1 (88.0)                           | 35.2 (95.4)                           | 37.3 (99.1)                           | 36.7 (98.1)                           | 33.0 (91.4)                           | 27.3 (81.1)                           | 19.8 (67.6)                           | 14.0 (57.2)                           | 25.4 (77.7)                           |
| Tối thiểu trung bình ngày °C (°F)                                                                        | 7.2 (45.0)                            | 8.8 (47.8)                            | 12.5 (54.5)                           | 17.6 (63.7)                           | 23.0 (73.4)                           | 25.9 (78.6)                           | 28.2 (82.8)                           | 27.4 (81.3)                           | 23.4 (74.1)                           | 18.8 (65.8)                           | 13.0 (55.4)                           | 8.6 (47.5)                            | 17.9 (64.2)                           |
| Thấp kỉ lục °C (°F)                                                                                      | −7.0 (19.4)                           | −5.0 (23.0)                           | −1.0 (30.2)                           | 6.0 (42.8)                            | 13.0 (55.4)                           | 15.0 (59.0)                           | 19.0 (66.2)                           | 18.0 (64.4)                           | 13.0 (55.4)                           | 8.0 (46.4)                            | 0.0 (32.0)                            | −1.0 (30.2)                           | −7.0 (19.4)                           |
| Lượng Giáng thủy trung bình mm (inches)                                                                  | 48.2 (1.90)                           | 26.9 (1.06)                           | 26.4 (1.04)                           | 16.1 (0.63)                           | 4.4 (0.17)                            | 0.4 (0.02)                            | 0.1 (0.00)                            | 0.0 (0.0)                             | 0.2 (0.01)                            | 6.4 (0.25)                            | 31.4 (1.24)                           | 48.7 (1.92)                           | 209.2 (8.24)                          |
| Số ngày giáng thủy trung bình (≥ 1.0 mm)                                                                 | 4.9                                   | 3.6                                   | 3.6                                   | 2.8                                   | 0.8                                   | 0.1                                   | 0.0                                   | 0.0                                   | 0.0                                   | 1.0                                   | 2.9                                   | 4.5                                   | 24.2                                  |
| Độ ẩm tương đối trung bình (%)                                                                           | 71                                    | 61                                    | 51                                    | 41                                    | 28                                    | 22                                    | 24                                    | 28                                    | 29                                    | 38                                    | 53                                    | 69                                    | 43                                    |
| Số giờ nắng trung bình tháng                                                                             | 174.7                                 | 193.2                                 | 214.1                                 | 233.8                                 | 284.4                                 | 326.2                                 | 336.1                                 | 331.2                                 | 301.8                                 | 263.5                                 | 209.5                                 | 176.4                                 | 3.044,9                               |
| Nguồn: Iran Meteorological Organization (cực độ), (độ), (giáng thủy), (độ ẩm), (ngày giáng thủy), (nắng) |                                       |                                       |                                       |                                       |                                       |                                       |                                       |                                       |                                       |                                       |                                       |                                       |                                       |